# Givova
A Givova egy 2008-ban alapított, fiatal olasz professzionális sportruházati márka. A Givova termékköréhez tartoznak a nívós labdarúgó, kosárlabda, röplabda és kézilabda felszerelések (mezek, melegítők) valamint egyre növekvő mértékben a szabadidő ruházat is.

## Futballcsapat

### Válogatott
- Málta labdarúgó válogatottja

### Klubcsapat
- Budapest Honvéd FC – NB I-es labdarúgó-bajnokság
- Calcio Catania – olasz Serie A labdarúgó-bajnokság
- AC Chievo Verona – olasz Serie A labdarúgó-bajnokság
- Calcio Brescia – olasz Serie B labdarúgó-bajnokság
- FC Hatvan - NB III-as bajnokság
- Erőd FC